# 1947 في النرويج
فيما يلي قوائم الأحداث التي وقعت خلال عام 1947 في النرويج.

## سياسة

### تعيين في المنصب
- 6 ديسمبر – أولاف ميسدالشاغين Minister of Finance of Norway ‏.

## رياضة
- 1 يناير – كأس النرويج 1947 الفائز نادي شايد.

## مواليد

### يناير
- 15 يناير – إرلينغ بيدرسن كاتب نرويجي.

### فبراير
- 4 فبراير – هالفور هاغن لاعب كرة قدم أمريكي.
- 14 فبراير – ماريت نيباك سياسية نرويجية.[1]
- 21 فبراير – فين هالفورسن طائر تزلج نرويجي.

### مارس
- 4 مارس – يان غاربارك[2]
- 28 مارس – هانا آغا كاتبة نرويجية.

### مايو
- 31 مايو – ستاينر هانسون

### يونيو
- 1 يونيو – جان بيتر راسموسن سياسي نرويجي.
- 2 يونيو – مادس جيلبرت
- 11 يونيو – سفاين إريك باكي رائد أعمال نرويجي.

### يوليو
- 30 يوليو – كييل جنسن لاعب كرة قدم نرويجي.

### سبتمبر
- 3 سبتمبر – شيل ماغنه بونديفيك سياسي نرويجي.[3]

### أكتوبر
- 19 أكتوبر – غونار ستالسن كاتب نرويجي.[4]

### نوفمبر
- 22 نوفمبر – تاريه رود-لارسن دبلوماسي نرويجي.[5]
- 24 نوفمبر – إيفا وندغرين عالمة اجتماع سويدية.

## وفيات

### يناير
- 18 يناير – جون أدريان ياكوبسن (مواليد 1853)[6]

### أبريل
- 30 أبريل – ينغفار براين (مواليد 1881)

### يوليو
- 1 يوليو – إيفار آفاتسمارك (مواليد 1864) سياسي نرويجي.

### أغسطس
- 1 أغسطس – هارالد ناتفيج (مواليد 1872) لاعب رماية نرويجي.
- 14 أغسطس – ثيودور فروليش (مواليد 1870)[7]

### سبتمبر
- 11 سبتمبر – أنطون هايبيرغ (مواليد 1878) قانوني نرويجي.

### أكتوبر
- 23 أكتوبر – سيغورد كريستيانسن (مواليد 1891) كاتب نرويجي.[8]

### نوفمبر
- 6 نوفمبر – كريستيان إلستر (مواليد 1881)[9]

### ديسمبر
- 14 ديسمبر – آرنه بوريسن (مواليد 1907) لاعب كرة قدم نرويجي.